# Дача С. И. Дворжецкого

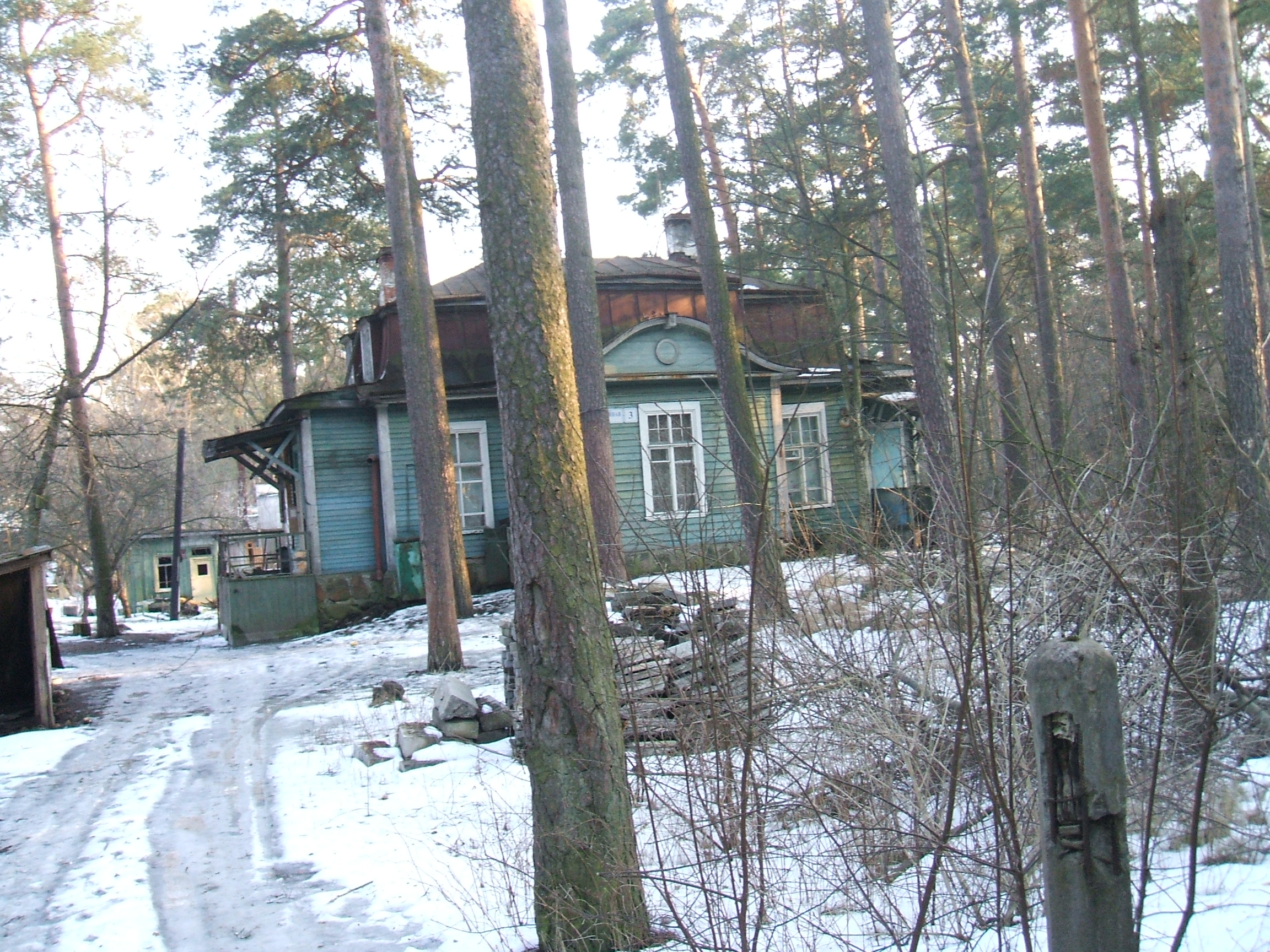
Дача С. И. Дворжецкого

Дача С. И. Дворжецкого — дача в Сестрорецке, памятник деревянного зодчества. Построена в 1909 году по проекту архитектора Сергея Гингера.

## История и архитектура
Дом, построенный на участке № 80 в Курорте, обычно называют по одному из его владельцев — нотариусу С. И. Дворжецкому, умершему в 1913 году. В дальнейшем участок сменил нескольких владельцев. Здание дачи было возведено по проекту архитектора Сергея Гингера в 1909 году и оформлено в стиле модерн. Протяжённый изогнутый фронтон, окна с мелкой расстекловкой, пилястры и высокая мансардная крыша типичны для раннего «петровского барокко».
Во время выступлений в Сестрорецком курзале в этом доме останавливался певец Леонид Собинов. После революции 1917 года эта дача была предоставлена в пользование Собинову молодым советским правительством. На даче с отцом жила и Светлана Собинова-Кассиль, руки которой добивался сын адвоката О. О. Грузинберга, ей же было посвящено первое издание поэмы Чуковского «Федорино горе».
В настоящее время дом находится в хорошем состоянии, эксплуатируется, расположен на закрытой частной территории.

## Статус
Здание включено в Единый государственный реестр объектов культурного наследия (памятников истории и культуры) народов Российской Федерации в качестве памятника архитектуры регионального значения. Нормативный акт: решение Исполкома Ленгорсовета № 963 от 05.12.1988.